# Todos a casa
Todos a casa es una película Italiana de 1960 dirigida por Luigi Comencini y protagonizada por Alberto Sordi.

## Sinopsis
El 8 de septiembre de 1943, Italia se rinde y firma un armisticio con los Aliados. En medio del desconcierto y la confusión general, una parte del ejército italiano se dispersa y los soldados empiezan a volver a casa. Alberto Innocenzi (Sordi), Subteniente de Complemento, intenta mantener unidos a sus soldados y encontrar algún mando al que presentarse. Dado el caos generalizado, termina rindiéndose y decide emprender la fuga con el Sargento Fornaciari y el ingeniero Ceccarelli.

## Reparto
- Alberto Sordi: Alberto Innocenzi
- Eduardo De Filippo: Señor Innocenzi
- Serge Reggiani: Asunto Ceccarelli
- Martín Balsam: Quintino Fornaciari
- Nino Castelnuovo: Codegato
- Carla Gravina: Silvia Moderna

## Premios
- Dos premios David di Donatello 1960: al mejor actor (Alberto Sordi) y a la mejor producción (Dino de Laurentiis).
- Premio Globo de Oro, Italia, 1961 (Premio Especial de Jurado) : al mejor actor Alberto Sordi.